# Dannii Minogue
Danielle Jane "Dannii" Minogue (Melbourne, 20 de outubro de 1971) é uma cantora, personalidade televisiva e atriz australiana. Ela ganhou destaque por suas aparições no programa de televisão Young Talent Time (1982–1988) e por seu papel como Emma Jackson na novela Home and Away (1989–1990). Minogue começou sua carreira musical no início dos anos 1990, alcançando sucesso inicial com seu álbum de estreia, Love and Kisses (1991); o álbum foi certificado de ouro pela British Phonographic Industry (BPI) e incluiu os singles de sucesso "Love and Kisses", "Baby Love", "Jump to the Beat" e "Success". Após o lançamento de seu segundo álbum, Get into You (1993), a popularidade de Minogue como cantora diminuiu, levando-a a se destacar com performances premiadas em produções teatrais.
No final dos anos 1990, houve um breve retorno à música depois que Minogue se reinventou como artista de música eletrônica com seu terceiro álbum, Girl (1997), e seu single principal "All I Wanna Do". Seu quarto álbum, Neon Nights (2003), tornou-se o mais bem-sucedido de sua carreira e gerou os singles de sucesso "Who Do You Love Now?", "I Begin to Wonder" e "Put the Needle on It". Em 2007, ela lançou seu quinto álbum, Club Disco. No Reino Unido, Minogue alcançou nove singles no top 10 e 13 singles consecutivos número um na parada de músicas de dança do Reino Unido, tornando-se a artista com melhor desempenho na UK Dance Chart. Na Austrália, ela alcançou doze singles no top 30 e seis singles certificados de ouro. Até janeiro de 2017, ela vendeu mais de oito milhões de discos em todo o mundo.
Minogue atuou como jurada em vários programas de talentos de televisão, incluindo The X Factor UK (2007–2010), Australia's Got Talent (2007–2012), Britain & Ireland's Next Top Model (2013), The X Factor Australia (2013–2015), Let It Shine (2017) e The Masked Singer Australia (2019–2021). Ela estrelou sua própria série de reality Style Queen (2010) e apresentou os programas de televisão It's Not Just Saturday (1996), Dance Boss (2018), Ultimate Beastmaster (2018) e I Kissed a Boy (2023).

## Primeiros anos e início de carreira
Danielle Jane Minogue foi criada em Surrey Hills, Melbourne, e frequentou a Camberwell Primary School e posteriormente a Camberwell High School. Ela é a filha mais nova de Carol Ann Jones, uma dançarina de Maesteg, no País de Gales, e do contador Ronald Charles Minogue. Ela é a caçula de três filhos; sua irmã mais velha é a cantora Kylie Minogue, enquanto seu irmão Brendan é um cinegrafista de notícias na Austrália.
Minogue começou sua carreira ainda criança na televisão australiana. A partir dos 7 anos, ela apareceu em várias telenovelas, incluindo Skyways e The Sullivans. Em 1982, ela se juntou ao programa de música semanal Young Talent Time. Minogue gravou suas primeiras gravações solo para o programa, incluindo uma versão cover do hit single de Madonna "Material Girl"; durante esse período, ela também se apresentou ao vivo em várias turnês de shows com ingressos esgotados em todo o país. Em 1988, Minogue deixou o Young Talent Time para continuar sua carreira de atriz, aparecendo como a adolescente rebelde e esportiva Emma Jackson na novela Home and Away em 1989. Minogue permaneceu no programa por apenas um ano. Ela se mostrou popular entre o público australiano quando foi indicada ao Silver Logie como a Atriz Mais Popular da televisão australiana.
Em setembro de 1988, Minogue lançou sua própria linha de moda, Dannii. Ela se interessou pelo design de moda enquanto estava no Young Talent Time. Minogue havia projetado as roupas que usava no programa, e a resposta positiva da audiência resultou no lançamento de sua própria linha. A linha de estreia de Minogue, Dannii, esgotou-se em toda a Austrália em dez dias e foi seguida por mais três linhas de verão em 1989.

## Vida pessoal
É irmã mais nova da cantora Kylie Minogue.
Juntas fizeram alguns trabalhos, como The Winner takes it all, cover do ABBA.

## Discografia

### Álbuns de estúdio
- 1991: Love And Kisses
- 1993: Get Into You
- 1997: Girl
- 2003: Neon Nights
- 2007: Club Disco

### Outros álbuns
- 1990: Dannii
- 1991: Party Jam
- 1991: Love And Kisses
- 1991: Love and Kisses and...
- 1991: U.K. Remixes
- 1998: The Singles
- 1998: The Remixes
- 2006: The Hits & Beyond
- 2007: Unleashed
- 2009: The Early Years
- 2009: The 1995 Sessions